# 日東化学工業
日東化学工業株式会社（にっとうかがくこうぎょう）は、かつてアルミナ、化学肥料などの製造加工を中心とした企業。1937年創立。1998年に三菱レイヨンに吸収合併される。大日本製糖が保有していた北大東島で採掘されていたグアノ（燐酸ばん土）を原料に、化学肥料・アルミナ製造に着手するために設立。大日本製糖とともに藤山コンツェルンの基幹企業として位置づけられたが、藤山愛一郎の政治活動により株式の売却が進み藤山家の影響は徐々に弱まる。逆に1965年に三菱レイヨンが同社に資本参加し、合併直前には三菱レイヨンが同社の株式の過半数を保有し子会社となっていた。工場所在地は釧路、八戸、宮古、秋田、関東、新潟。